# Nissan Terrano
Nissan Terrano est le nom donné au Nissan Pathfinder ou au Dacia Duster dans certains pays. C'est un véhicule tout-terrain commercialisé par le constructeur automobile japonais Nissan.

## Nissan Terrano (1986-2002)

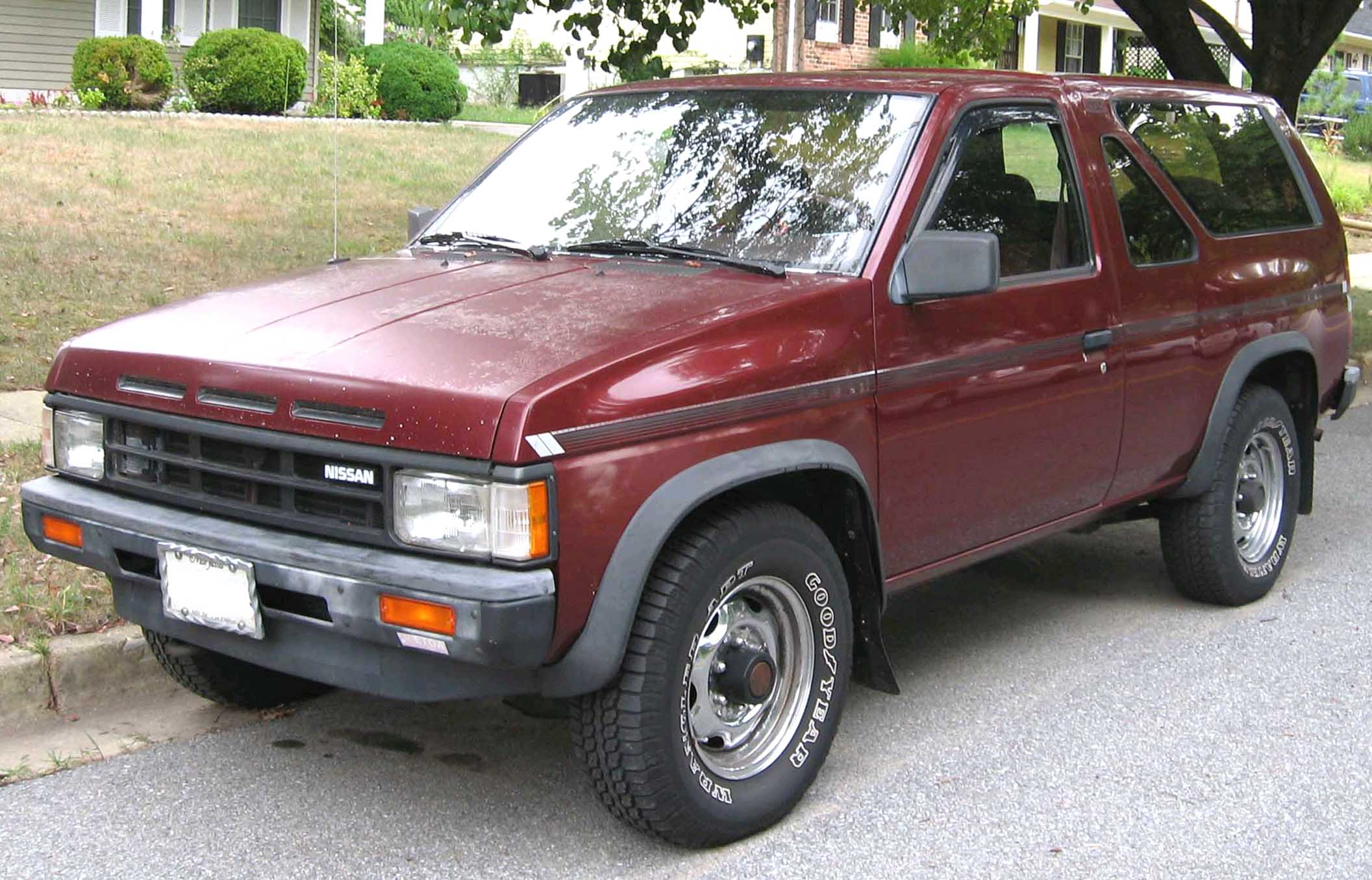
Nissan Terrano 1986

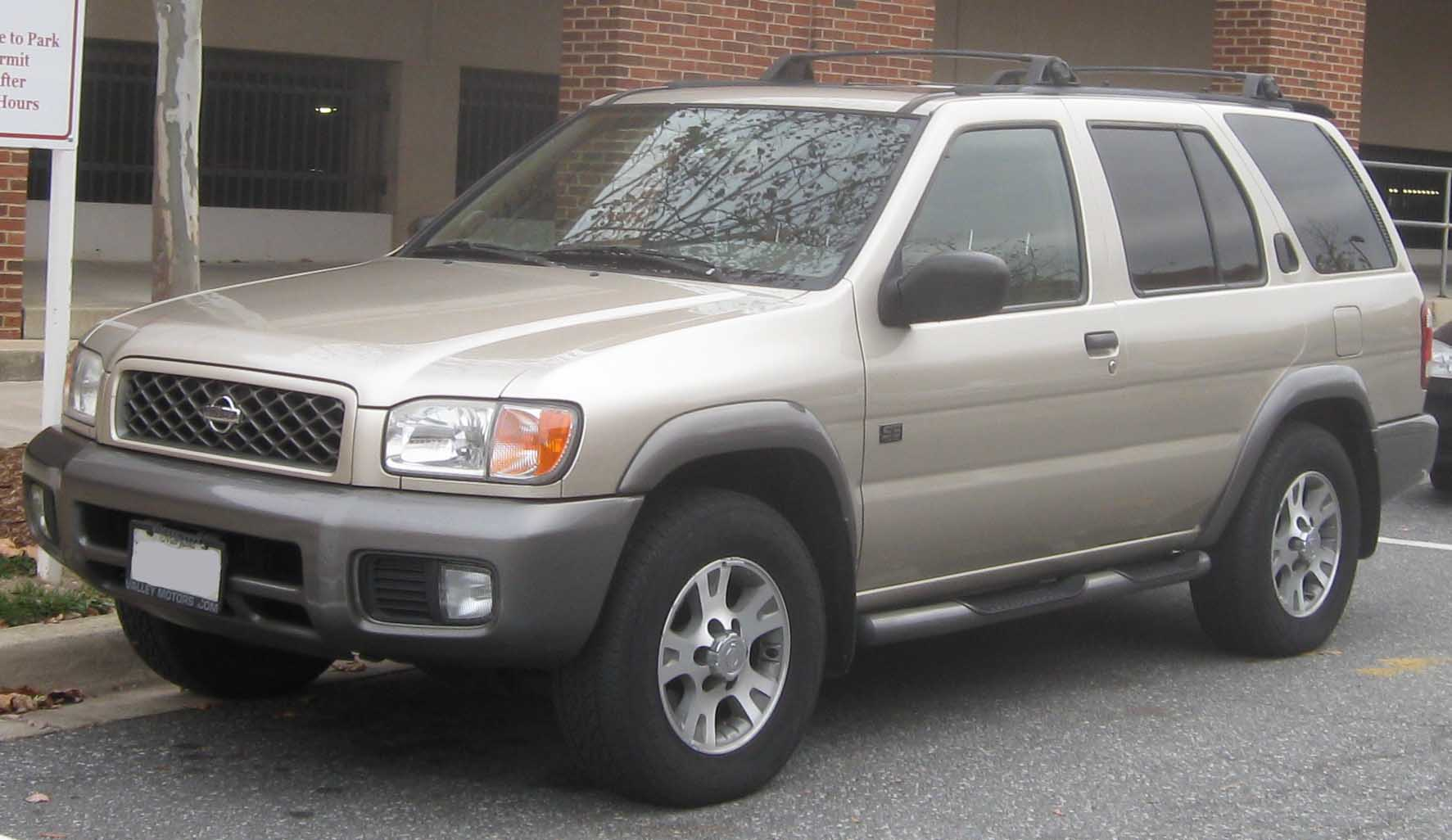
Nissan Terrano 1995

Deux générations se sont succédé, en 1986 et en 1995.

## Nissan Terrano II (1993-2006)

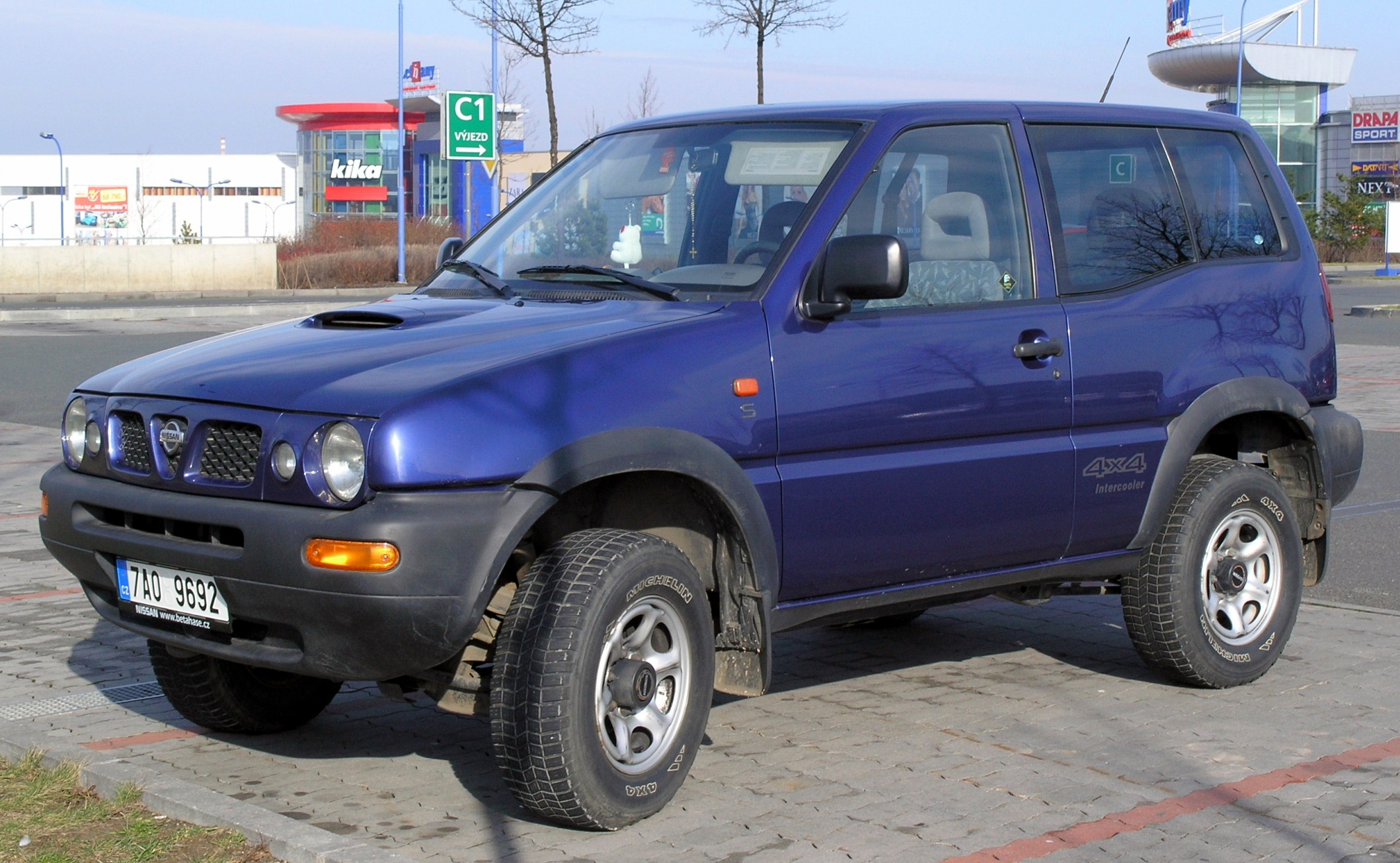
Nissan Terrano II

Le Nissan Terrano II est un véhicule construit en collaboration avec Ford.

## Nissan Terrano (2013 —)

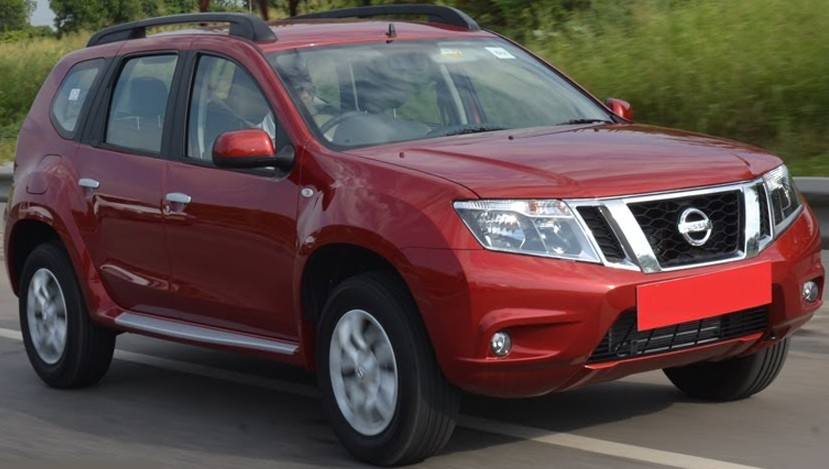
Nissan Terrano 2014

Le Renault Duster est vendu en Inde et en Russie, sous le nom de Nissan Terrano.